# Unité de temps
 (août 2013).
Si vous disposez d'ouvrages ou d'articles de référence ou si vous connaissez des sites web de qualité traitant du thème abordé ici, merci de compléter l'article en donnant les références utiles à sa vérifiabilité et en les liant à la section « Notes et références ».
Pour les articles homonymes, voir Unité de temps (homonymie).
Une unité de temps est une unité de mesure qui permet d'exprimer numériquement une durée.
L'étalon, d'une unité de temps est un phénomène périodique ou d'une durée reproductible. Les hommes ont choisi différents phénomènes naturels ou artificiels, selon les lieux et les époques, pour baser les unités pour cette grandeur physique.
L'unité de temps de référence, largement reconnue dans le cadre du Système international (SI) est la seconde ; elle est déclinée en multiples et sous-multiples décimaux. 
D'autres unités de temps issues de systèmes différents sont utilisées, soit pour simplifier les expressions dans des domaines d'activités spécifiques, soit pour des raisons culturelles et traditionnelles.

## Unités de temps du Système international
Le Système international d'unités (abrégé « SI »), inspiré du système métrique, est le système d’unités le plus largement employé au monde. Il s’agit d’un système décimal : on passe d’une unité à ses multiples ou sous-multiples par des puissances de 10. 
La Conférence générale des poids et mesures, qui rassemble des délégués des États membres de la Convention du Mètre, décide tous les quatre ans de son évolution, à Paris. L’abréviation de « Système international » est SI, quelle que soit la langue utilisée. 
Ce système définit l'unité de temps de base, reconnue internationalement : la seconde, ainsi que ses multiples et sous-multiples décimaux et ses unités dérivées.
Les unités traditionnelles non décimales minute, heure, jour, sont en dehors du SI, mais leur usage est accepté avec lui, bien qu'en les utilisant, on perde certains avantages du système.

## Autres unités hors du Système international
Les systèmes de mesure anciens ne comportaient pas d'unités légales relatives au temps. La notion de mesure du temps était à ces époques réservée aux savants, dans le cadre d'observations astronomiques. Le temps écoulé était repéré selon des notions anthropiques, réglées par les coutumes religieuses et agricoles.
L'annum est une unité de temps valant une année julienne, soit exactement 365,25 jours standards. Elle a pour symbole « a » et est utilisée dans diverses disciplines scientifiques.

## Histoire de la mesure du temps
L’histoire de la mesure du temps remonte aux premières civilisations (Égypte, Chine). La mesure du temps a rapidement été une préoccupation importante, notamment pour organiser la vie  sociale, religieuse et économique des sociétés. Les phénomènes périodiques du milieu où l'Homme vivait - comme le déplacement quotidien de l'ombre sur le cadran solaire, le retour des saisons ou le cycle lunaire - ont servi de premières références.
Progressivement, l'Homme s'est inspiré de phénomènes physiques, dont il avait remarqué la durée constante, comme l'écoulement d'un fluide dans le sablier ou la clepsydre, ou le caractère périodique, pour concevoir et mettre au point des dispositifs de mesure du temps de plus en plus précis. L'application du balancier aux horloges mécaniques en est un exemple ; ces appareils permirent aux hommes de connaître l'heure à tout moment et en tout lieu.

## Calendriers

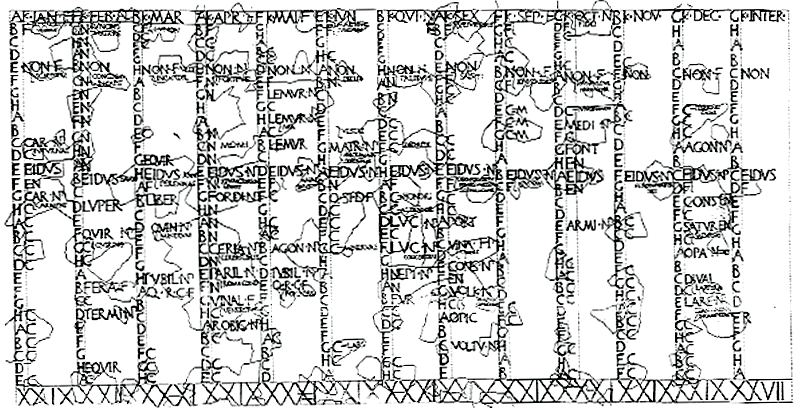
Un calendrier romain.

Le calendrier est une échelle de temps et ne relève pas à proprement parler de la mesure du temps.  Il s'agit d'un système permettant la datation des évènements. 
La majorité des calendriers sont définis par rapport au Soleil ou à la Lune : une année solaire compte environ 365,242 19 jours et un mois lunaire environ 29,53 jours. 
Comme l'année définie par un calendrier comporte obligatoirement un nombre entier de mois et de jours, les civilisations ont fait face à des difficultés pour mettre au point une année, et les mois qui la composent, dont la durée approche et, éventuellement, se maintienne en moyenne autour de la valeur de la période de référence choisie : année solaire, mois lunaire. Le maintien s'effectue dans le Calendrier grégorien au moyen des années bissextiles.